# Józef Józak
Józef Józak (ur. 1951 r. w Jaksonowie k. Strzelina), od wielu lat związany jest z Wrocławiem. Artysta amator. Od 1979 r. członek Grupy „RYS”. Artysta jest wierny sztuce od prawie czterdziestu lat. Uprawiał malarstwo, grafikę, karykaturę, rzeźbił w drewnie, tworzył ekslibrisy. Przez szereg lat zajmował się też konserwacją sztuki oraz projektowaniem kartek okolicznościowych. Obecnie nadal rysuje oraz pisze poezje. Absolwent szkoły średniej prowadzonej przez zgromadzenie zakonne. Po szkole średniej rozpoczął studia teologiczne, ale przerwał je i zajął się twórczością plastyczną. Rysunku uczył się pod okiem Janusza Halickiego w Ognisku Kultury Plastycznej we Wrocławiu, które ukończył w 1980 r., a także u Wandy Boguszewskiej i Stefana Tomankiewicza. Jest członkiem Katolickiego Klubu Literackiego „Źródło” we Wrocławiu oraz Fundacji „Polskie Gniazdo”. 
Pierwszy ekslibris wykonał w 1979 r. Jego lista opus obejmuje około 300 znaków książkowych. Brał udział w ponad 300 wystawach w kraju i za granicą, m.in. X Biennale w Malborku (1984), Rzeszowie (1983), Rawiczu (1981), we Wrocławiu (1981) oraz w USA, Niemczech, Francji, Włoszech, Belgii, Danii, Holandii, Czechach, Jugosławii, na Węgrzech i Litwie. 